# Budapester Übereinkommen über den Vertrag über die Güterbeförderung in der Binnenschifffahrt
Das Budapester Übereinkommen über den Vertrag über die Güterbeförderung in der Binnenschifffahrt (französisch Convention de Budapest relative au contract de transport de marchandises en navigation intérieure; CMNI) ist ein internationales Abkommen, das im Oktober 2000 in Budapest einstimmig von den Vertretern der europäischen Staaten, die Binnenschifffahrt  betreiben, verabschiedet wurde.
Derzeit (Stand: Juni 2023) haben 16 Vertragsstaaten die Ratifikationsurkunden hinterlegt. Erklärungen zum Abkommen, bzw. ihrem Beitritt haben die Schweiz und Serbien abgegeben.
Für Deutschland ist das Abkommen am 1. November 2007 in Kraft getreten.
Das Abkommen ist in seiner deutschen, englischen, französischen, niederländischen und russischen Sprachfassung gleichermaßen verbindlich (Art. 38 CMNI).

## Inhalt
Das Abkommen regelt den internationalen Güterfrachtverkehr auf Binnenschifffahrtsstraßen.
Das Abkommen ist anwendbar, wenn der Ladehafen oder Übernahmeort und der Löschhafen oder Ablieferungsort in zwei verschiedenen Staaten liegen und mindestens einer dieser Staaten Vertragsstaat des Abkommens ist (Art. 2 CMNI).
[Anmerkung: Sofern sich der Gütertransport nur innerhalb Deutschlands auf Binnenwasserstraßen abspielt, kommen im Regelfall „nur“ die §§ 407 ff. des deutschen Handelsgesetzbuches (HGB) zur Anwendung.]
- Der Frachtführer hat die Güter aufgrund des Frachtvertrages (mit dem Absender) zu befördern und fristgemäß sowie in derselben Art, wie er die Güter empfangen hat, am Ablieferungsort an den Empfänger abzuliefern (Art. 3 Abs. 1 CMNI). Sofern nichts anderes bestimmt ist, erfolgt die Übernahme der Güter (durch den Frachtführer) und ihre Ablieferung im Schiff, d. h. im Normalfall ist der Frachtführer für Be- und Entladung nicht verantwortlich (Art. 3 Abs. 2 CMNI). Der Frachtführer darf -sofern nicht anders vertraglich vereinbart- das zu verwendende Schiff selbst bestimmen (Art. 3 Abs. 3 CMNI); ansonsten darf eine Umladung durch den Frachtführer nur in den in Abs. 4 bestimmten Ausnahmefällen erfolgen, wenn die Beförderung mit einem bestimmten Schiff oder Schiffstyp vereinbart worden ist (Art. 3 Abs. 4 CMNI).
- Der Absender schuldet zunächst die Zahlung der (vereinbarten) Fracht. Zudem hat der Absender im Regelfall die Be- und Entladung durchzuführen. Der Frachtführer hat zudem Anspruch auf Informationen über das transportierte Gut (insbesondere im Falle des Transports gefährlicher Güter) und auf Übergabe aller notwendigen Frachtpapiere durch den Absender.
- Regelungen zu den Frachturkunden sind in Art. 11–13 CMNI zu finden.
- Die Verfügungsrechte (Weisungsrechte) werden in Art. 14, 15 CMNI festgelegt.
- Eine „verschuldensunabhängige Haftung des Absenders“ (auch für Fehlverhalten seiner Leute) ergibt sich aus Art. 8 CMNI. Diese Haftung des Absenders kann jedoch durch ein Verschulden des Frachtführers oder dessen Leute wiederum eingeschränkt sein (Art. 8 Abs. 1 Satz 2 CMNI).
- Die „Haftung des Frachtführers“ wird in Art. 16 ff. CMNI festgelegt:
  - Danach haftet der Frachtführer für sog. „vermutetes Verschulden“ für den Schaden, der durch Verlust oder Beschädigung der transportierten Güter in der Zeit von der Übernahme der Güter bis zum Ablieferungszeitraum (sog. Obhutshaftung) sowie für Überschreitung der Lieferfrist entsteht, sofern er nicht beweist, dass der Schaden durch Umstände verursacht worden ist, die ein sorgfältiger Frachtführer nicht hätte vermeiden können und deren Folgen er nicht hätte abwenden können.
  - Haftung des Frachtführers für Schäden durch die von ihm eingesetzten Bediensteten oder Beauftragten: Art. 17 CMNI.
  - Besondere „Haftungsausschlussgründe“ (d. h. bei Vorliegen dieser Gründe haftet der Frachtführer im Regelfall nicht!): Art. 18 Abs. 1 CMNI mit Vermutensregel des Abs. 2.
  - Weitere Haftungsausschlussgründe sind nach Art. 25 Abs. 2 CMNI vertraglich vereinbar (z. B. Haftungsausschlussgrund für nautisches Verschulden). Nach h. M. können die besonderen Haftungsausschlussgründe des Art. 25 Abs. 2 CMNI auch durch Allgemeine Geschäftsbedingungen (AGB), insbesondere durch die gebräuchlichen „Internationalen Verlade- und Transportbedingungen für die Binnenschiffahrt (IVTB)“,[3] vereinbart werden.
  - „Haftungshöchstbeträge“: Art. 20 CMNI [sofern nicht einer der Tatbestände des Art. 20 Abs. 4 oder des Art. 21 CMNI eingreift, da sich der Frachtführer oder seine Bediensteten dann auf die Haftungshöchstbeträge nicht mehr berufen können und entweder auf den höheren festgelegten Wert (bei Art. 20 Abs. 4 CMNI) oder nach oben hin unbegrenzt haften müssen (bei Art. 21 CMNI)!].
- Schadensanzeige: Art. 23 CMNI (Beachte insbesondere kurze Anzeigefristen: 7 Tage bei erkennbaren Schäden / 21 Tage bei Verspätungsschäden).
- Verjährung: Art. 24 CMNI (Verjährungsfrist 1 Jahr taggenau, beginnend mit dem Tag der Ablieferung oder dem Datum, an dem abgeliefert hätte werden müssen).
- Abweichungen führen – außer in den in der CMNI vorgesehenen Einzel-Fällen – zur Nichtigkeit der entsprechenden abweichenden Bestimmung (Art. 25 Abs. 1 CMNI), nicht jedoch zur Nichtigkeit des ganzen Transportvertrages.